# 茨城県道165号山方常陸大宮線

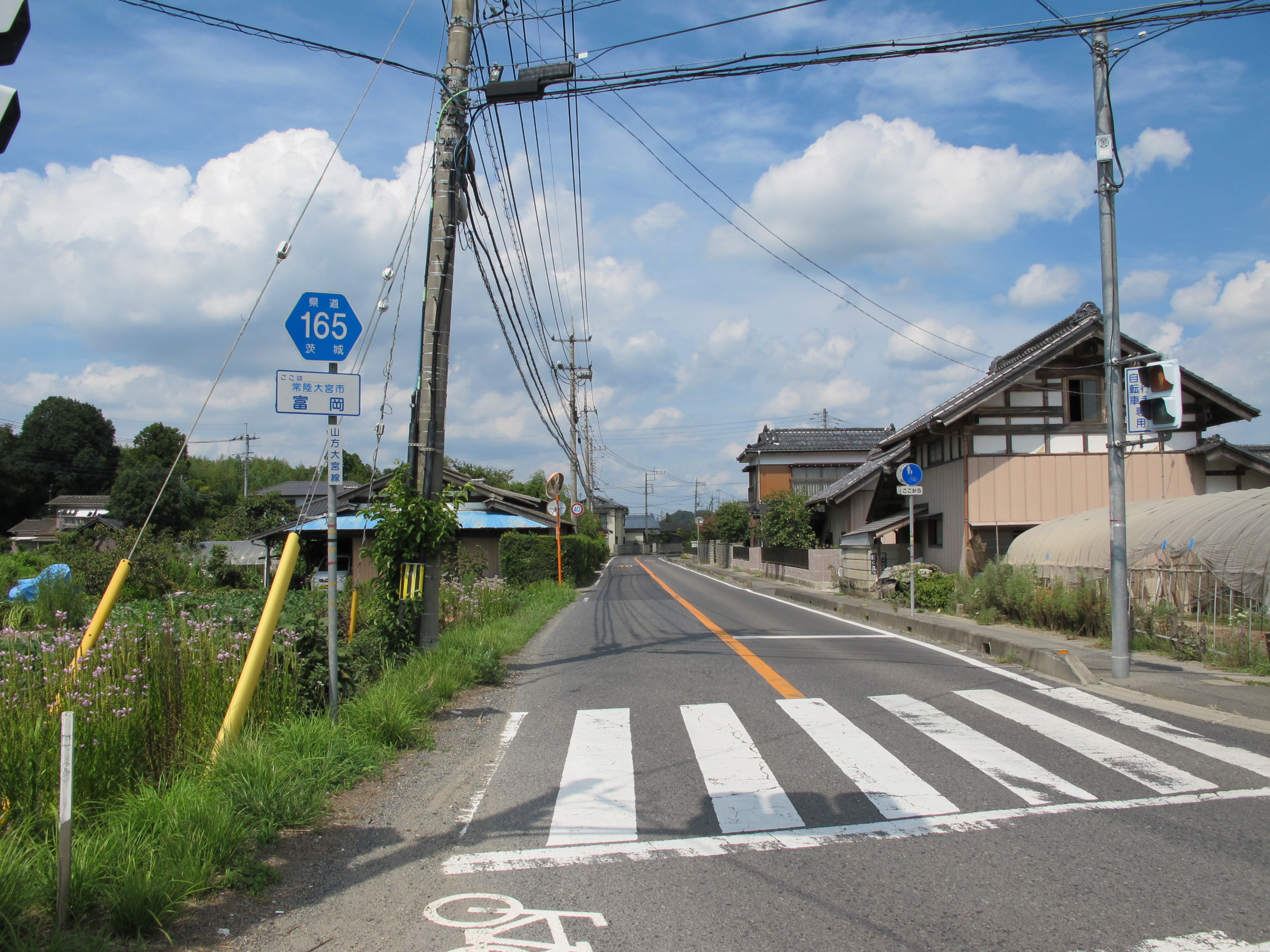
常陸大宮市富岡（2012年9月）

茨城県道165号山方常陸大宮線（いばらきけんどう165ごう やまがたひたちおおみやせん）は、茨城県常陸大宮市内の一般県道である。

## 概要
- 起点：茨城県常陸大宮市山方字枇杷川四丁目1414番4地先（国道118号交点）[1]
- 終点：茨城県常陸大宮市富岡字河原前1543の1（国道293号交点＝富岡橋東交差点）[2]
- 総延長：8.788 km[3]
- 重用延長：なし[3]
- 未供用延長：なし[3]
- 実延長：8.788 km[3]
- 自動車交通不能区間延長[注釈 1]：なし[3]

## 歴史
1959年（昭和34年）10月14日、新たな県道として那珂郡山方町大字山方を起点とし、那珂郡大宮町を終点とする区間を本路線とする県道山方大宮線として茨城県が県道路線認定した。
1995年（平成7年）に整理番号165となり、平成の大合併により大宮町が消滅して常陸大宮市に改称されていたことから2005年（平成17年）には県道山方常陸大宮線に改称している。

### 年表
- 1920年（大正9年）4月1日：現在の路線の前身である山方太田線が路線認定される。
- 1959年（昭和34年）10月14日
  - 現在の路線が県道山方大宮線（図面対照番号156）として茨城県より路線認定される[4]。
  - 道路の区域は、那珂郡山方町大字山方の二級国道水戸郡山線（国道118号）分岐から那珂郡大宮町大字富岡の主要地方道久慈大宮線（現在の国道293号にあたる）交点までと決定された[5]。
- 1964年（昭和39年）7月3日：車両制限令第5条1項[注釈 2]に基づく指定（路線対象番号156 山方大宮線：水戸郡山線分岐点 - 久慈大宮線交点）を受ける[6]。
- 1973年（昭和48年）11月20日：那珂郡山方町大字山方 - 大字小貫の久慈川に架かる小貫橋が開通[7]。
- 1974年（昭和49年）3月29日：国道293号の富岡橋架け替え開通に伴い、終点付近で路線が129 m延長され、富岡橋東交差点が終点となる[2]。
- 1995年（平成7年）3月30日：整理番号214から現在の番号（整理番号165）に変更される[8]。
- 2005年（平成17年）4月1日：現在の路線名称である山方常陸大宮線へ改称[9]。
- 2013年（平成25年）
  - 3月26日：起点付近（常陸大宮市山方）の道路改良バイパス路を供用開始[10]。
  - 12月19日：旧起点付近（常陸大宮市山方字枇杷川四丁目から同市山方字枇杷川川根まで、153 m）の旧道区間が指定解除され、常陸大宮市道へ降格[1]。
- 2016年（平成28年）5月23日：常陸大宮市小貫 - 同市照山まで（最小幅員3.2 m、延長1.7 km）の狭隘な現道を拡幅改良する道路区域を指定[11]。
- 2021年（令和3年）11月11日：常陸大宮市照山 - 常陸大宮市辰ノ口を拡幅改良する道路区域（711 m）を指定[12]。

## 道路施設
- 小貫橋（久慈川、常陸大宮市山方 - 小貫）

## 地理

### 通過する自治体
- 常陸大宮市

### 交差する道路
- 茨城県道167号富岡玉造常陸太田線

### 沿線
- 久慈川
  - 辰ノ口堰（常陸大宮市辰ノ口）
- 辰ノ口親水公園（常陸大宮市辰ノ口）
- 世喜簡易郵便局（常陸大宮市辰ノ口）
- 塩原農村集落センター（常陸大宮市塩原）
- 小倉公民館（常陸大宮市小倉）